# Saatchi Gallery

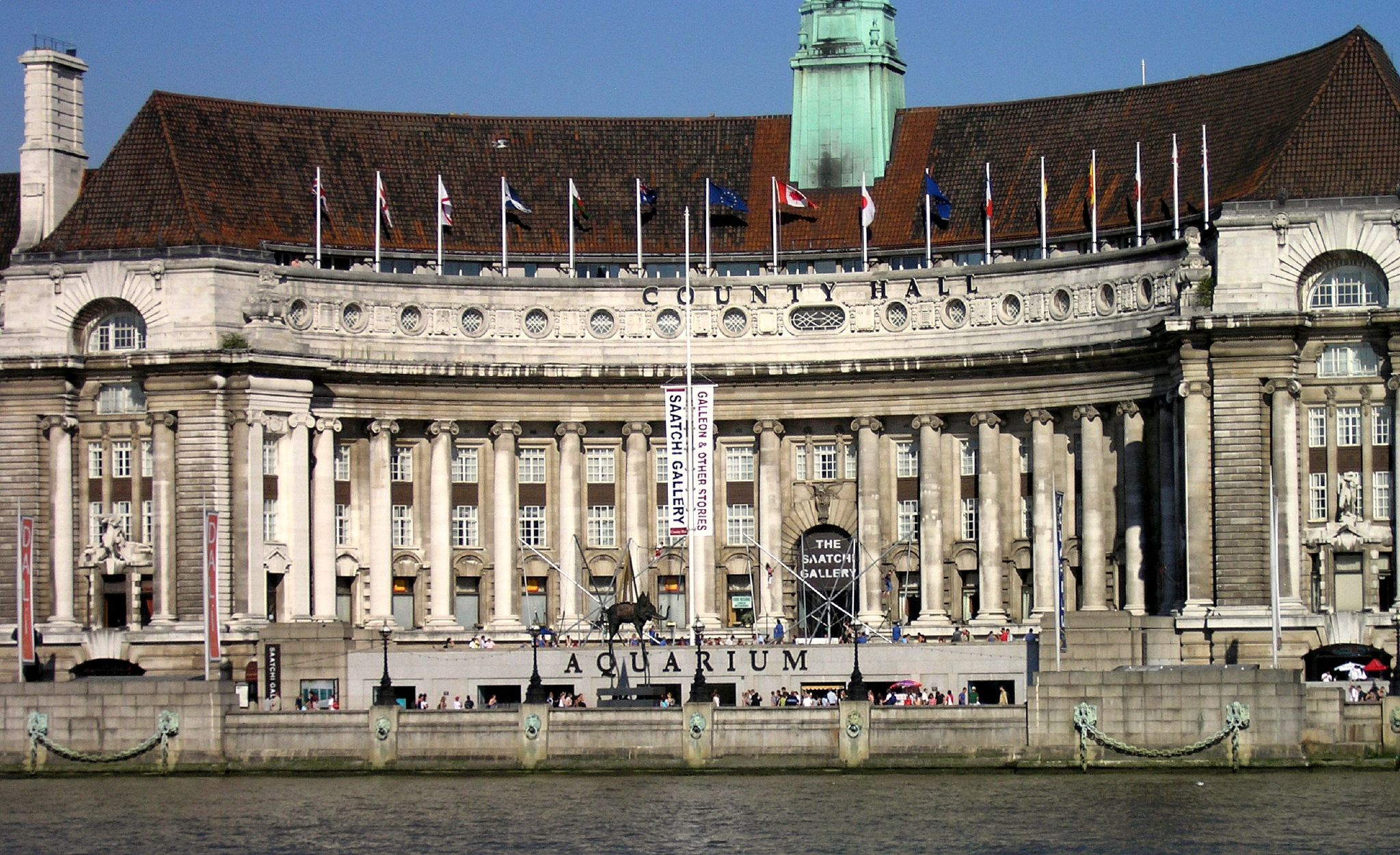
Oude locatie met aquarium

De Saatchi Gallery is een Londense tentoonstellingsruimte voor hedendaagse beeldende kunst. Ze werd geopend in 1985 door Charles Saatchi om zijn omvangrijke kunstverzameling aan het publiek te tonen. Eerst gevestigd in Noord-Londen, daarna aan de zuidoever van de Theems en sinds begin 2008 is de collectie te zien in een nieuwe vestiging in Chelsea. De nieuwe galerij met een oppervlakte van 50.000 m² is in minimal art-stijl ingericht. Deze is tevens via internet virtueel te bezoeken.

## Geschiedenis
Charles Saatchi startte met de collectie met aankopen van Amerikaanse kunst en minimal art, verder installaties van Damien Hirst gevolgd door exposities van enkel schilderijen met ten slotte opnieuw werk van Amerikaanse kunstenaars met een tentoonstelling genoemd "USA Today" in de Royal Academy te Londen.
De Saatchi Gallery heeft onbetwist een grote rol gespeeld in de waardebepaling van Britse kunst. Niettemin is hun rol daarin omstreden. Een tentoonstelling in de galerie was een springplank om een succesvolle kunstcarrière tegemoet te zien. Saatchi heeft een aantal kunstenaars van de Young British Artists-groep zoals Jake and Dinos Chapman, Damien Hirst, Tracey Emin, Jenny Saville en de Duitse kunstenaars Franz Ackermann, Jörg Immendorff, Matthias Weischer, Jonathan Meese en Albert Oehlen een belangrijk forum bezorgd.
Damien Hirsts installatie The Physical Impossibility Of Death In the Mind Of Someone Living behoort tot 2004 tot het bekendste werk van Saatchi's kunstverzameling. Het stelt een in een formoloplossing geplaatste tijgerhaai voor, die Saatchi voor 6,5 miljoen pond (9,3 miljoen euro) verkocht aan Hedgefonds-Manager Steven Cohen. Daardoor won Saatch niet alleen 9 225 000 euro, maar promoveerde ook Damien Hirst, op Jasper Johns na, tot de duurste nog levende kunstenaar.
Op 24 mei 2004 sloeg het noodlot toe en vernielde een brand vele in een stockageruimte opgeslagen kunstwerken. De schade liep op tot 50 miljoen pond.

## De kunstverzameling via internet

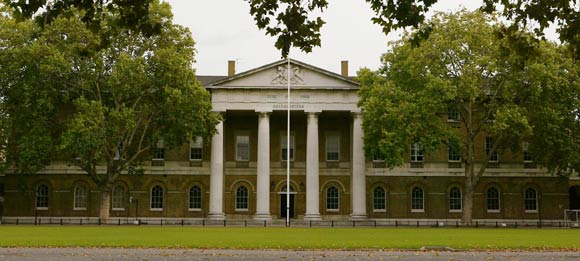
Saatchi Gallery, nieuwe locatie King's Road, SW3 4RY Chelsea

Via de website van Saatchi startte men in 2006 met het initiatief Your Gallery waarbij kunstenaars van over de gehele wereld een aantal van hun werken op hun eigen webruimte kunnen uploaden, voorzien van hun zelfingebracht curriculum vitae en tentoonstellingsagenda. Men kan ook via deze weg de kunstenaarspagina kenbaar maken aan anderen, berichten ontvangen en beantwoorden. Ondertussen maakten reeds 20 000 kunstenaars gebruik van deze mogelijkheid. "Your Gallery" bevat ook een forum, een dagelijks bijgewerkt kunstmagazine, blogs, video's e.d.
Begin 2007 werd een nieuw initiatief toegevoegd, Museums around the World, waarbij een 3300 musea online kunnen bezocht worden. Daarbij tonen deze musea hun topstukken, maken tentoonstellingen en andere relevante informatie kenbaar. De site is zeer populair bij kunstliefhebbers met niet minder dan 60 miljoen bezoekers in 24 uur tijd.

## Kunstenaars met tentoonstellingen in de Saatchi Gallery

### Boundary Road
1985
- Donald Judd
- Brice Marden
- Cy Twombly
- Andy Warhol

1986
- Carl Andre
- Sol Lewitt
- Robert Ryman
- Frank Stella
- Dan Flavin

1987
- Anselm Kiefer
- Richard Serra
- Jeff Koons
- Robert Gober
- Philip Taaffe
- Carroll Dunham

1988
- Leon Golub
- Philip Guston
- Sigmar Polke

1989
- Robert Mangold
- Bruce Nauman

1990
- Leon Kossoff
- Frank Auerbach
- Lucian Freud

1991
- Richard Artschwager
- Andreas Serrano
- Cindy Sherman

1992
- Damien Hirst
- Rachel Whiteread

1993
- Sarah Lucas
- Marc Quinn

1994
- Jenny Saville
- Paula Rego

1995
- Gavin Turk
- Glenn Brown
- Gary Hume

1996
- Janine Antoni
- Tony Oursler
- Richard Prince
- Charles Ray
- Kiki Smith
- Stephan Balkenhol

1997
- Duane Hanson
- Andreas Gursky
- Martin Honert
- Thomas Ruff
- Thomas Schütte

1998
- David Salle
- Jessica Stockholder
- Terry Winters
- John Currin
- Tom Friedman
- Josiah McElheny
- Laura Owens
- Elizabeth Peyton
- Lisa Yuskavage

1999
- Alex Katz
- Martin Maloney
- Dexter Dalwood
- Ron Mueck
- Cecily Brown
- Noble and Webster
- Michael Raedecker

2000
- Boris Mikhailov

2012
- Igor Kalinauskas

### County Hall
- Damien Hirst
- The Chapman Brothers
- New Blood
- Galleon & Other Stories
- The Triumph of Painting

### Chelsea
geplande tentoonstelling:
- The Triumph of Painting